# 歐陽醇
歐陽醇（1917年3月12日—1997年10月6日），字冠玉，筆名呂以太、邱星明，江西省吉安縣人，作家、新聞工作者。《新聞鏡》創辦人。與于衡、王洪鈞並稱為「新聞界三劍客」。

## 經歷[2]
1917年出生於江西吉安縣。中央政治學校畢業後擔任加爾各答印度日報駐印緬戰區特派員，上海申報、重慶中央日報等記者。
來台後擔任新生報南部版（後成為臺灣新聞報）採訪主任，帶領張繼高等人在南臺灣到處採訪，後升任高雄分社社長。受邀進入徵信新聞（中國時報前身）。並於國立台灣師範大學、國立政治大學兼課，有學生黃肇珩、顏文閂、鄭貞銘等。
1986年受林榮三等人之邀，到剛遷至新莊的自由日報（自由時報前身）擔任社長兼總編輯。1988年，被自己的學生顏文閂「逼宮」辭掉社長，公開批評顏文閂「欺師滅祖」。「逼宮事件」在臺灣新聞界人盡皆知，資深駐美國記者續伯雄編著之《歐陽醇信函日記》即有記載。
晚年擔任中國文化大學新聞系教授。1995年12月13日，與嚴道、吳舜文、曾文雄、釋聖嚴、包德明、陳清義、高何土、林信山、陳澄雄、連漢濱、曾宜臻等獲得第一屆中國傑人獎。1997年因胰臟癌病逝於臺北，享壽80歲。
2017年，文化大學舉辦「歐陽醇教授與樂恕人教授百歲冥誕」。

## 家庭
妻夏龢，曾任中國廣播公司記者、中國廣播公司節目主持人、中國電視公司新聞部編輯，兩人在新生報南部版工作時結識。育有二子一女：長子歐陽品，哈佛大學醫學博士，現任長庚大學醫學系教授；次子歐陽正，哈佛大學法學博士，現任國立空中大學社會工作學系副教授。

## 著作
- 《採訪寫作》1993.8.1 三民書局出版[9]
- 《歐陽醇信函日記》
- 《戈壁遊俠》